# Dvacetipatrová budova (Miskolc)
Dvacetipatrová budova (maďarsky Húszemeletes) je administrativní budova, která stojí v maďarském městě Miskolc. Dokončena byla v roce 1968 a je jednou z dominant města. Nachází se v lokalitě bývalé Svatopetrské brány (maďarsky Szentpetéri kapu).
V celém městě je nejvyšší budovou a převyšuje ji jen vyhlídka na vrcholku Avasu. Ernő Heima navrhl několik takových budov pro více maďarských měst, např. v Debrecíně nebo v Pécsi. Na základě jeho vize velkých obytných budov miskolcký věžák připravili Zoltán Nagy a Sándor Rózsa. Dokončena byla v roce 1968. Pater má nicméně pouze osmnáct. Po dokončení byly místní byty přiděleny policistům, učitelům a místním politikům. Po roce 1989 se složení obyvatel podstatně změnilo. Ve 21. století byla diskutována myšlenka privatizace objektu a jeho přestavby a změny využití. V roce 2024 o ní bylo nakonec rozhodnuto, ačkoliv budova chátrala.